# Florence Pugh
Pour les articles homonymes, voir Pugh.
Florence Pugh, née le 3 janvier 1996 à Oxford, est une actrice britannique.
Après avoir fait ses débuts dans le drame The Falling, elle se fait connaître en 2016 grâce à son rôle principal dans The Young Lady, qui lui permet de remporter le prix de la meilleure actrice aux British Independent Film Awards. En 2018, elle est à l'affiche de la mini-série télévisée The Little Drummer Girl.
En 2019, elle interprète la catcheuse Saraya, sous le nom de Paige, dans le biopic Une famille sur le ring. La même année, elle joue dans le film d'horreur Midsommar d'Ari Aster, qui lui permet de se faire connaître à l'international grâce à sa performance. Elle interprète ensuite Amy March dans Les Filles du docteur March de Greta Gerwig, rôle pour lequel elle est nommée aux Oscars dans la catégorie meilleure actrice dans un second rôle en 2020.
Depuis 2021, elle est l'une des actrices de l'univers cinématographique Marvel, dans lequel elle interprète Yelena Belova, la seconde Veuve noire, à partir du film Black Widow.

## Biographie

### Jeunesse et scolarité
Florence Pugh naît le 3 janvier 1996 à Oxford. Son père, Clinton Pugh, est restaurateur,, et sa mère, Deborah, est professeur de danse,. Issue d'une famille de quatre enfants, elle a un frère, l'acteur Toby Sebastian connu pour son rôle dans la série télévisée Game of Thrones, et deux sœurs, Arabella et Rafaela.
Enfant, Pugh souffre de trachéomalacie et va régulièrement à l'hôpital. Espérant qu'un climat plus chaud améliore son état de santé, sa famille déménage en Espagne alors qu'elle est âgée de trois ans,, dans la ville andalouse de Sotogrande[réf. nécessaire]. Elle y réside jusqu'à l'âge de six ans, puis retourne avec sa famille en Angleterre, sans amélioration notable de sa santé. Cette maladie est à l'origine de sa voix rauque caractéristique.
À six ans, Pugh commence à exprimer sa passion pour la comédie après avoir interprété Marie dans une crèche vivante en utilisant un accent du Yorkshire. Elle a étudié à la Wychwood School et à la St Edward's School d'Oxford, deux écoles privées. Elle révèle plus tard que ces écoles ne l'ont jamais encouragée, ni accompagnée dans ses projets de devenir actrice.

### Débuts d'actrice (2014-2018)

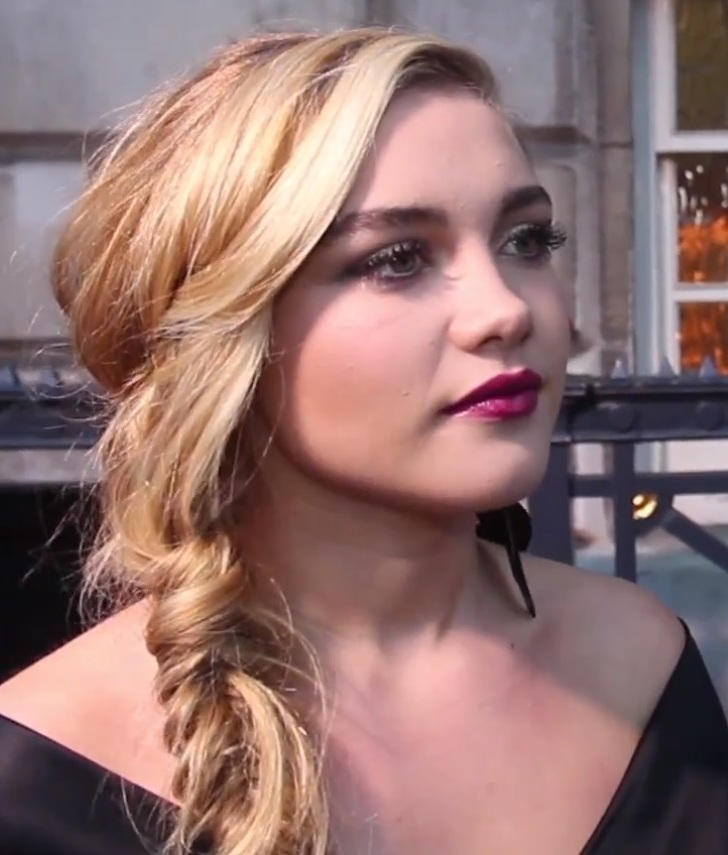
Florence Pugh au festival du film de Londres en octobre 2014.

Pugh entame sa carrière d'actrice en 2014 avec le film dramatique The Falling de Carol Morley, alors qu'elle est toujours étudiante. Cette première performance reçoit des critiques positives et lui permet d'être nommée pour le prix du Meilleur espoir britannique au festival du film de Londres ainsi que pour le prix du Jeune acteur/actrice britannique de l'année au London Film Critics Circle Awards.
En 2016, elle devient le personnage principal du film The Young Lady, adapté du roman Lady Macbeth du district de Mtsensk, dans lequel elle interprète une jeune femme enfermée dans un mariage triste. Pour sa performance, elle remporte plusieurs prix dont celui de la meilleure actrice aux British Independent Film Awards.
En 2018, elle joue dans le film d'action The Passenger puis dans le téléfilm King Lear avec Anthony Hopkins et Emma Thompson. Elle joue ensuite dans deux films distribués par Netflix : le film d'horreur Les Mauvais Esprits, dans lequel elle interprète une fausse médium qui se retrouve confrontée à une véritable maison hantée, et le film d'action historique Outlaw King : Le Roi hors-la-loi, dans lequel elle joue la reine Élisabeth de Bourg. Toujours la même année, elle est l'un des personnages principaux de la mini-série d'espionnage The Little Drummer Girl.
Elle est également apparue dans le court métrage Leading Lady Parts (en) de Jessica Swale (en) aux côtés d'autres actrices britanniques comme Emilia Clarke, Lena Headey, Felicity Jones, Gemma Arterton. Ce court métrage est inspiré par le mouvement Time's Up.

### Percée à Hollywood (2019-2023)

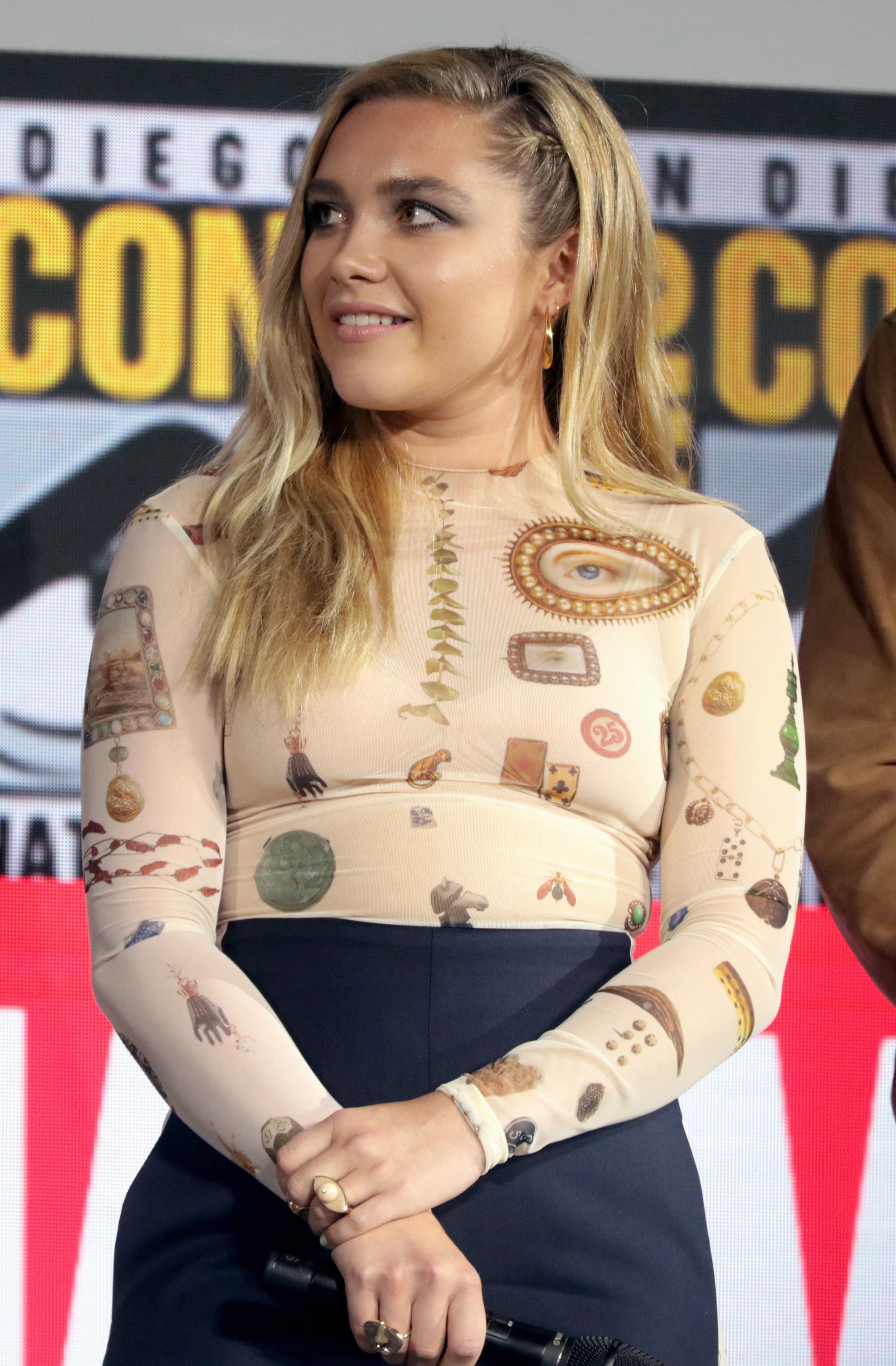
Florence Pugh lors du panel Marvel Studios pour présenter Black Widow à la San Diego Comic-Con en juillet 2019.

En 2019, le magazine Forbes nomme Pugh l'une des 30 personnalités de moins de 30 ans les plus influentes d'Europe dans sa liste annuelle 30 Under 30. Plusieurs publications considèrent que 2019 est l'année de sa percée à Hollywood et à l'international, notamment grâce à sa présence dans trois films reçus chaleureusement par les critiques,. Cette même année, elle reçoit le Trophée Chopard au festival de Cannes.
Elle joue d'abord dans le film Une famille sur le ring, un biopic sur la catcheuse Saraya, sous le nom de Paige, qui s'attarde sur sa relation avec sa famille et ses débuts à la WWE. Le film est présenté en avant-première au festival du film de Sundance 2019. Dans une critique positive, Geoffrey Macnab du journal The Independent considère que ce film offre à Pugh « un rôle très différent de ce qu'elle a fait précédemment » avant d'ajouter qu'elle est « complètement crédible dans le rôle de la catcheuse ». Pugh est ensuite à l'affiche du film d'horreur Midsommar, qui suit un couple en difficulté lors d'un voyage en Suède chez une communauté aux traditions morbides. Sa performance dans le film est encensée par la critique et beaucoup jugent qu'elle a été injustement oubliée par les Oscars du cinéma,,,.
En fin d'année, elle interprète le rôle d'Amy March dans Les Filles du docteur March, nouvelle adaptation cinématographique du célèbre roman de l'écrivaine Louisa May Alcott, mise en scène par la cinéaste Greta Gerwig. Elle succède alors aux actrices Elizabeth Taylor et Kirsten Dunst, qui avaient joué ce rôle dans deux adaptations précédentes. Pugh rejoint le reste du casting, qui se compose de Saoirse Ronan, Meryl Streep, Louis Garrel, Timothée Chalamet et Emma Watson, deux semaines après le tournage de Midsommar. Elle révèle que ce retard lui a permis de créer une certaine distance avec les autres acteurs, ce qui était important en raison de la personnalité de son personnage. Le film est un succès critique et financier. David Rooney du magazine The Hollywood Reporter écrit qu'avec ce film, Pugh « continue de prouver qu'elle a un talent distinctif ». Sa performance permet d'obtenir sa première nomination aux Oscars et aux BAFTA dans la catégorie « Meilleure actrice dans un second rôle »,.
En 2021, elle rejoint l'univers cinématographique Marvel dans le rôle de Yelena Belova, la sœur de cœur de la super-héroïne Natasha Romanoff, dans le film Black Widow. Ce film lui permet de donner la réplique à l'actrice Scarlett Johansson. Annoncé en 2020, Black Widow est l'un des premiers projets dont la sortie sera repoussée en raison de la pandémie de Covid-19. Il s'agit aussi du premier rôle de Pugh dans un blockbuster à grand budget. Elle sera également dans la série télévisée Hawkeye. En 2022, il est dévoilé qu'elle reprendra le rôle dans le film Thunderbolts, prévu pour 2025 et intégré à la cinquième phase de l'univers.
En septembre 2022, l'actrice vient présenter lors de la 79e Mostra de Venise le film Don't Worry Darling, dont elle est la vedette avec Harry Styles. Lors de sa présentation à Venise, la réalisatrice Olivia Wilde confie qu'elle doit à l'origine jouer le rôle principal du film et que Pugh devait tenir le rôle de Bonny. Les deux femmes inversent finalement leurs rôles. Harry Styles et Florence Pugh obtiennent tous deux une nomination au People's Choice Awards 2022 dans la catégorie de meilleure interprétation dans un film dramatique.
Dans la production Netflix The Wonder, Pugh joue une infirmière venue étudier un phénomène de jeûne par une enfant (fasting girl) en Irlande.
Pugh prête sa voix au personnage fictif de Boucle d'or dans le film d'animation Le Chat potté 2 : La Dernière Quête des studios DreamWorks Animation, aux côtés de l'actrice Olivia Colman, Antonio Banderas et Salma Hayek.

### Montée en puissance (depuis 2023)
L'année suivante, elle joue le rôle de Jean Tatlock, premier amour du physicien Robert Oppenheimer, dans le film biographique de trois heures que lui a consacré le cinéaste Christopher Nolan. Le film est à la base une commande des studios Universal. Second rôle apparaissant uniquement dans la première heure du film, elle y donne la réplique à l'acteur irlandais Cillian Murphy. Elle vient alors compléter une distribution prestigieuse d'acteurs, qui compte également Emily Blunt et Robert Downey Jr.. Le film sort l'été 2023 le même jour que le film Barbie de Greta Gerwig. Ces deux films sont au centre à la fois d'une rivalité et d'une promotion commune. Pendant près de trois mois, ils côtoient respectivement les première et deuxième places du box-office mondial avant de se livrer une nouvelle compétition avec les différentes cérémonies de remise de prix. Ce phénomène médiatique s'appelle alors le Barbenheimer. En dehors de cette médiatisation surprenante, le film récolte d'excellentes critiques et s'impose comme l'une des grandes réussites de l'année 2023.
Florence Pugh retrouve par la suite son complice des Filles du docteur March, Timothée Chalamet sur le tournage de la suite de Dune. Elle complète à nouveau une imposante distribution composée de Léa Seydoux et Austin Butler comme nouveaux venus, et de Zendaya.

### Vie privée
D'avril 2019 à août 2022, Pugh est dans une relation avec l'acteur et scénariste américain Zach Braff,. Elle vit entre Los Angeles, où elle a emménagé en janvier 2020, et Londres depuis 2022,.
En 2022, elle est brièvement sortie avec l'acteur Will Poulter. 
En 2023, elle était en couple avec le photographe Charlie Gooch.
Depuis 2024, elle sort avec l'acteur britannique Finn Cole.

## Filmographie

### Cinéma

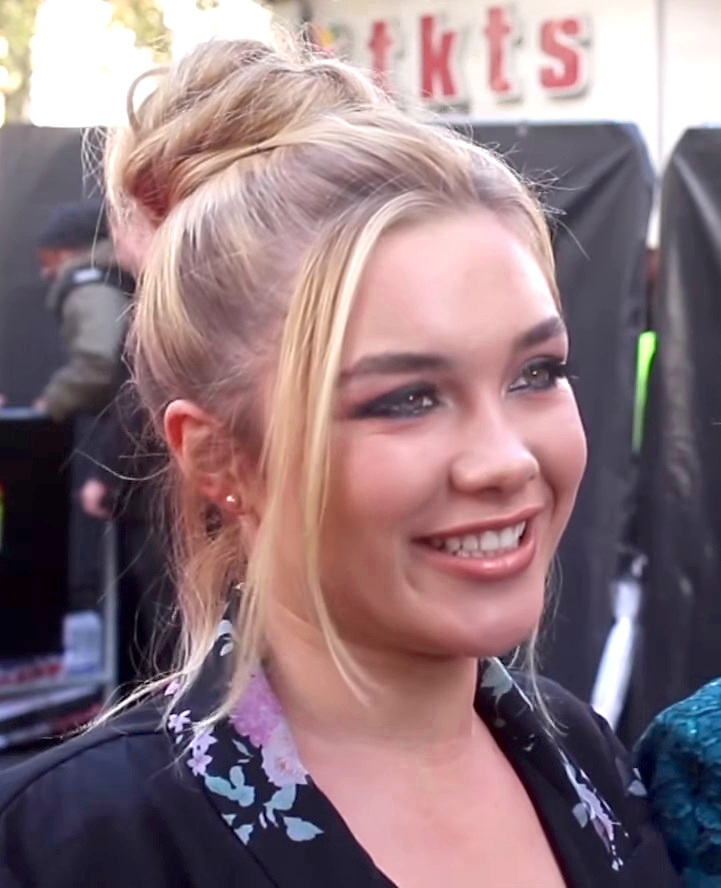
Florence Pugh à la première de The Falling 2014

#### Longs métrages
- 2014 : The Falling de Carol Morley : Abbie Mortimer
- 2016 : The Young Lady (Lady Macbeth) de William Oldroyd : Katherine Lester
- 2018 : The Passenger (The Commuter) de Jaume Collet-Serra : Gwen
- 2018 : Les Mauvais Esprits (en) (Malevolent) d'Olaf de Fleur : Angela Sayers
- 2018 : Outlaw King : Le Roi hors-la-loi (Outlaw King) de David Mackenzie : la reine Élisabeth de Bourg
- 2019 : Une famille sur le ring (Fighting with My Family) de Stephen Merchant : Saraya « Paige » Knight
- 2019 : Midsommar d'Ari Aster : Dani Ardor
- 2019 : Les Filles du docteur March (Little Women) de Greta Gerwig : Amy March
- 2021 : Black Widow de Cate Shortland : Yelena Belova
- 2022 : The Wonder de Sebastián Lelio : Lib Wright
- 2022 : Don't Worry Darling d'Olivia Wilde : Alice Chambers
- 2022 : Le Chat potté 2 : La Dernière Quête (Puss in Boots: The Last Wish) de Joel Crawford et Januel Mercado : Boucles d'or (voix originale)
- 2023 : A Good Person de Zach Braff : Allison (également productrice)
- 2023 : Oppenheimer de Christopher Nolan : Jean Tatlock
- 2023 : Le Garçon et le Héron (君たちはどう生きるか) d'Hayao Miyazaki : Kiriko (voix anglophone)
- 2024 : Dune, deuxième partie (Dune: Part Two) de Denis Villeneuve : la princesse Irulan
- 2024 : L'Amour au présent (We Live in Time) de John Crowley : Almut Brühl
- 2025 : Thunderbolts* de Jake Schreier : Yelena Belova / Black Widow

Prochainement
- 2026 : Avengers: Doomsday d'Anthony et Joe Russo : Yelena Belova / Black Widow

#### Courts métrages
- 2015 : Paradise Lost? de Iain Forsyth et Jane Pollard : Eve
- 2018 : Leading Lady Parts (en) de Jessica Swale : elle-même
- 2019 : In the Time It Takes to Get There de Zach Braff : Lucile
- 2020 : Father of the Bride Part 3(ish) de Nancy Meyers : Megan Banks

### Télévision

#### Téléfilms
- 2018 : King Lear de Richard Eyre : Cordelia

#### Séries télévisées
- 2016 : Marcella : Cara Thomas (saison 1, 3 épisodes)
- 2018 : The Little Drummer Girl : Charmian « Charlie » Ross (mini-série - rôle principal)
- 2021 : Hawkeye : Yelena Belova / Black Widow (mini-série, 3 épisodes)
- 2023 : Human Resources (en) : Sarah Crumbhorn (voix originale, 4 épisodes)

Prochainement
- 2025 : Marvel Zombies : Yelena Belova / Black Widow (voix originale)
- 2026 : East of Eden : Cathy Ames (mini-série - rôle principal)

### Clips vidéos
- 2023 : Midnight de Toby Sebastian feat. elle-même
- 2024 : Never Need Me de Rachel Chinouriri
- 2025 : Zombie de Yungblud

## Distinctions

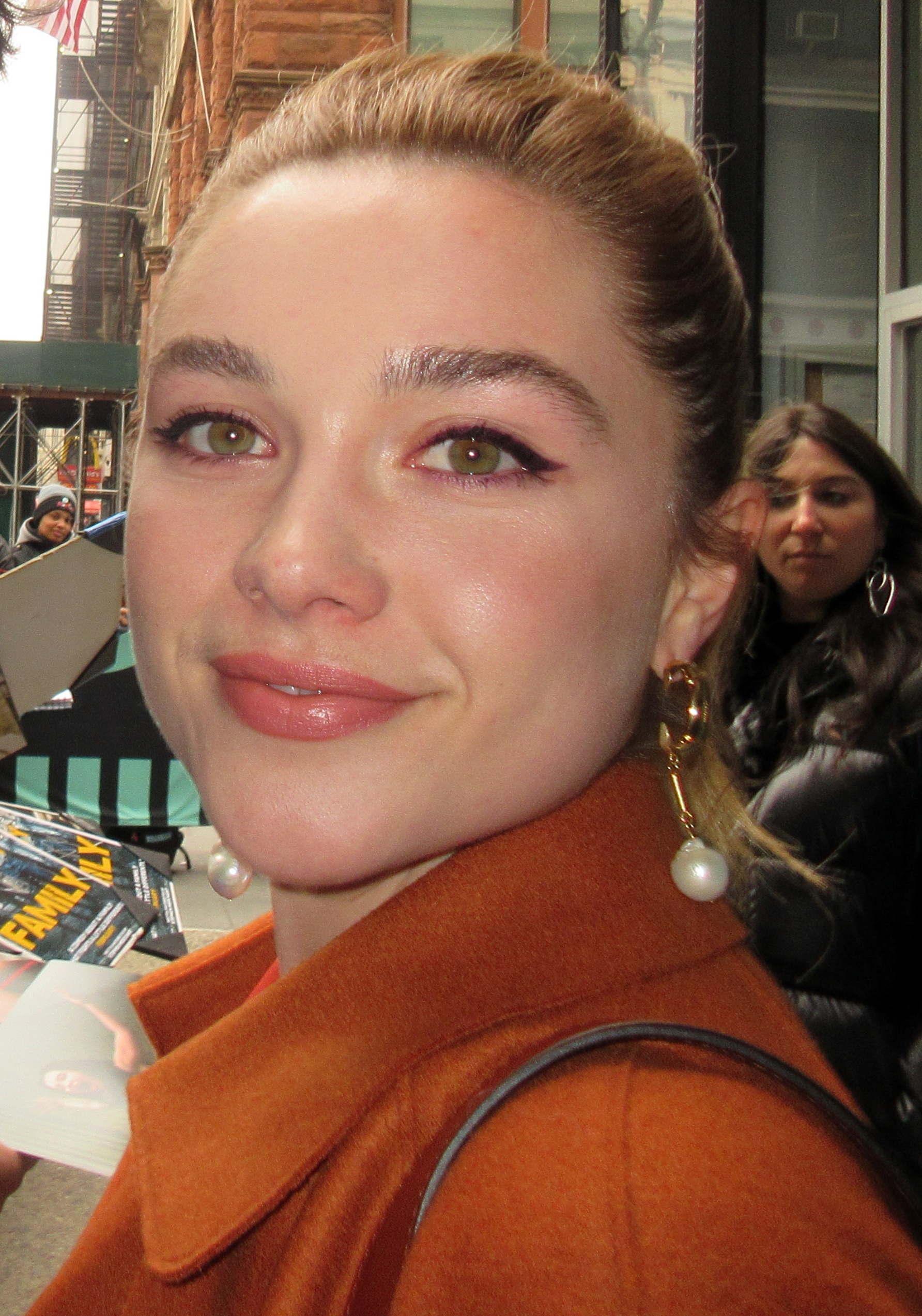
Florence Pugh en 2019.

Sauf indication contraire, les informations mentionnées dans cette section peuvent être confirmées par la base de données cinématographiques IMDb,  présente dans la section « Liens externes ».

### Récompenses
- British Independent Film Awards 2017 : Meilleure actrice dans un drame pour The Young Lady (Lady Macbeth) (2016)
- Festival international du film de Dublin 2017 : Meilleure actrice dans un drame pour The Young Lady (Lady Macbeth) (2016)
- Evening Standard British Film Awards 2017 : Meilleur espoir dans un drame pour The Young Lady (Lady Macbeth) (2016)
- Festival du film de Montclair 2017 : Prix du jury dans un drame pour The Young Lady (Lady Macbeth) (2016)
- Festival de Cannes 2019 : Trophée Chopard
- Alliance of Women Film Journalists 2019 : 
  - Meilleure actrice dans un second rôle pour Les Filles du docteur March
  - Meilleur espoir féminin
- Austin Film Critics Association Awards 2019 : Meilleur espoir
- Boston Society of Film Critics Awards 2019 : Meilleure distribution pour Les Filles du docteur March
- Chicago Film Critics Association 2019 : Meilleure actrice dans un second rôle pour Les Filles du docteur March
- Detroit Film Critics Society Awards 2019 : Meilleur espoir
- Dorian Awards 2019 : Meilleur espoir
- Florida Film Critics Circle Awards 2019 : 
  - Prix Pauline Kael du meilleur espoir
  - Meilleure distribution pour Les Filles du docteur March
- London Film Critics Circle 2019 : Meilleure actrice britannique / irlandaise
- San Diego Film Critics Society Awards 2019 : Meilleur espoir
- Georgia Film Critics Association 2020 : 
  - Meilleur espoir
  - Meilleure actrice dans un second rôle pour Les Filles du docteur March
  - Meilleure distribution pour Les Filles du docteur March
- Festival international du film de Santa Barbara 2020 : Prix Virtuoso

## Voix francophones
En version française, Florence Pugh a d'abord été doublée par Audrey d'Hulstère dans The Young Lady, Camille Timmerman dans The Passenger, Jessica Monceau dans Les Mauvais Esprits, Elisabeth Ventura dans Outlaw King : Le Roi hors-la-loi, Elise Vigné dans The Little Drummer Girl et Mélissa Windal dans Une famille sur le ring et A Good Person.
Depuis le film Midsommar, elle est doublée par Kelly Marot, qui la retrouve dans Les Filles du docteur March, Black Widow, la série Hawkeye, Don't Worry Darling et Dune, deuxième partie. Cependant, c'est Ludivine Maffren qui la double dans The Wonder et Oppenheimer.
Au Québec, Véronique Marchand la double dans Lutte en famille, Célia Gouin-Arsenault dans Midsommar : Solstice d'été et Catherine Brunet dans Black Widow.